# Only One Person
Only One Person (en hangul, 한 사람만; romanización revisada, Han Saramman) es una serie de televisión surcoreana transmitida del 20 de diciembre de 2021 hasta el 8 de febrero de 2022 a través de JTBC. La serie también está disponible en Netflix en Corea.

## Sinopsis
La serie cuenta la historia de una mujer con una enfermedad terminal que decide matar a un hombre malo, ya que de todos modos ella se está muriendo, sin embargo, luego de ser condenada a cadena perpetua conoce a una sola persona que se vuelve increíblemente importante para su vida.
Pyo In-sook, es una mujer obstinada que nunca escucha a los demás, insensible y con emociones impredecibles, siente que nunca ha pertenecido a ningún lado, incluso después de que le diagnostican una enfermedad terminal, vive de manera completamente espontánea, casi olvidando que tipo de emociones son las apropiadas para expresar en esa situación.
Cuando conoce al oficial de la policía Min Woo-cheon, un inspector de la Agencia de la Policía Metropolitana de Seúl, con una persona cínica termina involucrada en un caso de asesinato.

## Reparto

### Personajes principales
- Ahn Eun-jin como Pyo In-sook, una mujer que ha sido condenada a cadena perpetua, es insensible con emociones impredecibles que nunca ha pertenecido a ningún lado y quien luego de ser diagnosticada con una enfermedad terminal toma una decisión espontánea.[8]
  - Lee Nam-gyeong como In-sook de pequeña.
- Kim Kyung-nam  como Min Woo-cheon, un inspector que está tocando el fondo de su vida que termina envuelto en un caso de asesinato con Pyo In-sook.[9][10]
  - Moon Seong-hyun como Woo-cheon de joven.
  - Jung Hyun-joon como Woo-cheon de pequeño (Ep. 2).
- Kang Ye-won como Kang Se-yeon, una ama de casa que ha llevado una vida normal con expectativas y responsabilidades razonables sin que nadie se dé cuenta. Después de ser diagnosticada con una enfermedad terminal se da cuenta de la importancia entre lo ordinario y la estabilidad en la que tanto confiaba.[11]
  - Park Se-hee como Se-yeon de pequeña (Ep. 6).
- Joy como Seong Mi-do, una joven influencer de redes sociales que fue condenada a muerte en la cima de su vida. Con la muerte tan cerca, comienza a experimentar varias emociones complejas.[12][13]
  - Kim Ji-yul como Mi-do de pequeña.

### Personajes secundarios

#### Personas cercanas a In-sook
- Go Doo-shim como Yuk Seong-ja, la abuela de Pyo In-sook.[14]
- Jang Hyun-sung como Pyo Kang-seon, el padre de Pyo In-sook, a quien abandonó después de divorciarse.
- Jung Il-hwa como la madre de Pyi In-sook,

#### Unidad Regional de Investigación
- Do Sang-woo como Cho Shi-young, un detective de la unidad de investigación regional y escuadrón de delitos especiales. Es una persona cínica que rara vez fluctúa incluso frente a la escena de un asesinato brutal. (Ep. 2-10).[15]
- Lee Bong-ryun como Hwang Ma-jin, la jefe del equipo de la unidad de investigación regional y escuadrón de delitos especiales.
- Jang In-sub como Oh Jin-gyu, un detective y sargento de la unidad de investigación regional y escuadrón de delitos especiales.[16]

#### Personas cercanas a Woo-cheon
- Ahn Chang-wan como Shin Tae-il, una persona con una personalidad cuidadosa, es un aliado del inspector Min Woo-cheon, que es un asesino fuerte y de sangre fría.
- Choi Young-woo como Park Seung-sun.

#### Personas cercanas a Se-yeon
- Han Gyu-won como Oh Young-chan, el esposo de Kang Se-yeon, quien dirige su propio negocio después de casarse con Se-yeon. Vive una vida estable, sin embargo, su vida comienza a desmoronarse lentamente cuando su esposa es diagnosticada con una enfermedad terminal y entra en la sala de cuidados paliativos.
- Yoon Bok-in como la madre de Kang Se-yeon.

#### Personas cercanas a Mi-do
- Han Kyu-won como Gu Ji-pyo, un chaebol de tercera generación y director de planificación del grupo Grupo Eunkang. Es una persona exaltada que se comunica con el público a través de YouTube. Es el novio de Seong Mi-do.[17][18]
- Veronica Seo como la madre de Seong Mi-do.
- Oh Ki-hwan como el padre de Seong Mi-do.

#### Hospicio Morning Light
- Lee Soo-mi como la hermana Magdalena, una monja y la directora del hospicio "Morning Light".[19]
- Yoon Bo-ra como la hermana Veronica, una joven monja que cuida a los enfermos en un hospicio "Morning Light". Es un poco inmadura y torpe, pero ayuda activamente a los pacientes del hospicio junto a la hermana Magdalena.[20][21]
- So Hee-jung como Moon Young-ji, una paciente que tiene la enfermedad de esclerosis lateral amiotrófica (ELA).[22]
  - Kim Su-a como Young-ji de pequeña (ep. 7).
- Kim Soo-hyung como Lim Ji-hoo, la hija de Moon Young-ji, una pequeña que sabe que su madre es una paciente moribunda.
- Lee Hang-na como Choi Seong-hae, una paciente.
- Joo In-young como Cha Yeo-ul, una paciente.
- Sung Byung-suk como Oh Cheon-deok, una paciente.
- Kim Byung-chun como el doctor Jo, un médico en el hospicio.
- Kim Jeong-hwan como Kang Seo-gun.
- Jang Seo-won como Jo Woong-do, un delincuente de drogas que recibió una orden de servicio comunitario del hospicio y tiene una personalidad optimista.

### Otros personajes
- Seo Yeon-woo como Ha San-ah, la pequeña vecina de Pyo In-sook.
- Baek Hyun-ji como el padre de Ha San-ah.
- Chan a como la madre de Ha San-ah.
- Jeon Yi-soo como Ho-seon, una joven que actúa como la "mejor amiga" de Seong Mi-do pero más allá de las apariencias no tienen una buena relación y no son cercanas. Llama la atención por ser una persona influyente.
- Kim Seo-jun como Sung Min-woong.
- Lee Joo-young como Cha Myung-joo, la madre de Eun-hyuk.
- Oh Min-ae como la madre de Oh Young-chan.
- Ryu Yeon-seok como el doctor Yoo Ho Joon (Ep. 1).
- Moon Seo-yeon como una pequeña acosadora en la piscina (Ep. 1)
- Park Eun-young como la gerente de la casa de baños (Ep. 1)
- Yoon Boo-jin como una empleada de la casa de baños.
- Lee Jae-eun como una empleada de la casa de baños.
- Kim Geum-soon como una clienta de la casa de baños.
- Jung Se-hyun como la hija de Sung-hae (Ep. 1).
- Yoo Chae-yeon como la hija de Shin Tae-il (Ep. 1, 4).
- Ahn Hye-won como una farmacéutica (Ep. 2).
- Choi Hye-seo como una pequeña transeúnte (Ep. 2).
- Park Se-in como una veterinaria del hospital animal Loa (Ep. 2-3).
- Ok Joo-ri como una mujer del vecindario (Ep. 4).
- Son Hwa-young como un pandillero (Ep. 4).
- Lee Seung-joon como un pandillero.
- Choi Min-geum como una vendedora de puesto de comida (Ep. 4, 8).
- Park Jin-young como una técnica de NFS (Ep. 5, 8).
- Jeong Yeong-do como el reportero Park (Ep. 6).
- Lee Ji-young como un reportero (Ep. 6).
- Park Ji-ho como un reportero (Ep. 6).
- Kim Jang-hwan como un reportero (Ep. 6).
- Lee Young-jin como Ji Yoon-seo, una abogada y compañera de clase de Kang Se-yeon (Ep. 7).
- Lee Dong-kyu como un presentador de JSH (Ep. 8, 10).
- Yoon Joo-man como un técnico de telefonía móvil (Ep. 8, 10).
- Han Ho-yong como un taxista (Ep. 9).
- Lee Eun-ju como la cuidadora de la madre de Oh Young-chan. (Ep. 11).
- Go Soo-hee como Cho Ji-a, una oficial.
- Yoo Ah-reum como una madre con su hija en el paso de peatones (Ep. 11-12).
- Kang Gyu-rin como una pequeña junto a su madre en el paso de peatones (Ep. 11-12).

### Apariciones especiales
- Jeon No-min como un ejecutivo de Le Group (Ep. 7).

## Episodios
La serie conformada por dieciséis episodios, fue transmitida a través de la JTBC del 20 de diciembre de 2021 hasta el 8 de febrero de 2022, emitiendo sus episodios todos los lunes y martes a las 23:00 (KST).
El 5 de febrero de 2022 la JTBC anunció que la serie cambiaría su horario de transmisión debido a los Juegos Olímpicos de Invierno de Beijing 2022. El episodio 15 que se emitiría el lunes 7 de febrero, sería emitido junto al episodio 16 el martes 8 de febrero a las 10 p. m. KST.

### Índice de audiencia
Los números en color rojo indican las calificaciones más bajas, mientras que los números en azul indican las calificaciones más altas.
| Episodio | Fecha de emisión        | Participación promedio de audiencia (Nielsen Korea) |
| Episodio | Fecha de emisión        | Nacional                                            |
| -------- | ----------------------- | --------------------------------------------------- |
| 1        | 20 de diciembre de 2021 | 2.442 % (17.ª)                                      |
| 2        | 21 de diciembre de 2021 | 1.365 % (32nd)                                      |
| 3        | 27 de diciembre de 2021 | 1.343 % (31st)                                      |
| 4        | 28 de diciembre de 2021 | 0.53 % (53rd)                                       |
| 5        | 3 de enero de 2022      | 0.896 % (38th)                                      |
| 6        | 4 de enero de 2022      | 0.68 % (48th)                                       |
| 7        | 10 de enero de 2022     | 0.784 % (41th)                                      |
| 8        | 11 de enero de 2022     | 0.728 % (50th)                                      |
| 9        | 17 de enero de 2022     | 0.875 % (41th)                                      |
| 10       | 18 de enero de 2022     | 0.598 % (53rd)                                      |
| 11       | 24 de enero de 2022     | 0.898 % (38th)                                      |
| 12       | 25 de enero de 2022     | 0.676 % (46th)                                      |
| 13       | 31 de enero de 2022     | 0.498 % (50th)                                      |
| 14       | 1 de febrero de 2022    | 0.535 % (52nd)                                      |
| 15       | 8 de febrero de 2022    | 0.664 % (46th)                                      |
| 16       | 8 de febrero de 2022    | 0.60 % (50th)                                       |
| Promedio | Promedio                | 0.885 %                                             |

## Banda sonora
| N.º | Título                         | Artista     | Duración |  |
| 1.  | «Happy End»                    | Yangpa      | 3:06     |  |
| 2.  | «The One and Only» (한 사람만) | msftz       | 3:48     |  |
| 3.  | «Stay»                         | Avin & Slay | 3:11     |  |
| 4.  | «Your Name» (감정의 이름)      | Joy         | 3:45     |  |

## Producción
La dirección está a cargo de Oh Hyun-jong, quien contó con el apoyo del guionista Moon Jung-min (문정민). Mientras que la producción estuvo en manos de Seung Min-sun y Min Woo-seok, quienes a su vez contaron con los productores ejecutivos Park Seong-hye, Jeong Go-eun, Kim Ji-won, Jeon Ji-ho y Kim Mo-reum.
Originalmente en mayo de 2021 se había confirmado que el actor Park Sung-hoon había sido elegido para interpretar a Jo si-young, sin embargo en julio del mismo año se anunció que se había retirado del proyecto debido a conflictos de programación, por lo que fue reemplazado por el actor Kim Kyung-nam y el nombre del personaje fue cambiado a Min Woo-cheon.
Las imágenes de la primera lectura del guion fueron reveladas en el 2021, mientras que la conferencia de prensa en línea fue realizada el 20 de diciembre del mismo año.
El 6 de diciembre de 2021 se anunció que un miembro del equipo de producción había dado positivo para COVID-19, por lo que las filmaciones se detuvieron mientras que todo el elenco y el personal se realizaban pruebas de COVID-19. Después de que se confirmara que habían el resto había dado negativo, las filmaciones continuaron según lo programado.
El 11 de enero de 2022, se informó nuevamente que uno de los miembros del personal había dado positivo por coronavirus, lo que provocó que se detuvieran las filmaciones temporalmente. Después de realizarse las pruebas de PCR con todo el elenco y el equipo, se detecto otro caso positivo entre el equipo de filmación.

### Recepción
El 15 de febrero de 2022, Good Data Corporation compartió su nueva clasificación de los dramas y miembros del elenco que generaron más revuelo durante la semana. Las listas se compilaron a partir del análisis de artículos de noticias, publicaciones de blogs, comunidades en línea, videos y publicaciones en redes sociales sobre los dramas que están actualmente al aire o que saldrán al aire próximamente. La serie obtuvo el puesto número 10 en la lista de dramas, más comentados de la semana.